# Nazionale olimpica di calcio della Cina
La Nazionale olimpica cinese di calcio è la rappresentativa calcistica della Cina che rappresenta l'omonimo stato ai Giochi olimpici.

## Storia
La nazionale olimpica cinese si è qualificata alle olimpiadi 1988 e alle olimpiadi 2008, edizione ospitata dalla Cina. Alla prima partecipazione perdono 0-3 con il Brasile, 0-2 con la Svezia e pareggiano 0-0 con la Tunisia. Nel 2008 pareggiano con la Nuova Zelanda per 1-1 e perdono le restanti due partite.

## Statistiche dettagliate sui tornei internazionali

### Giochi olimpici
| Anno | Luogo             | Piazzamento      | V | N | P | Gol |
| ---- | ----------------- | ---------------- | - | - | - | --- |
| 1952 | Helsinki          | Non partecipante | - | - | - | -   |
| 1956 | Melbourne         | Ritirata         | - | - | - | -   |
| 1960 | Roma              | Non partecipante | - | - | - | -   |
| 1964 | Tokyo             | Non partecipante | - | - | - | -   |
| 1968 | Città del Messico | Non partecipante | - | - | - | -   |
| 1972 | Monaco di Baviera | Non partecipante | - | - | - | -   |
| 1976 | Montréal          | Non partecipante | - | - | - | -   |
| 1980 | Mosca             | Non qualificata  | - | - | - | -   |
| 1984 | Los Angeles       | Non qualificata  | - | - | - | -   |
| 1988 | Seul              | Primo turno      | 0 | 1 | 2 | 0:5 |
| 1992 | Barcellona        | Non qualificata  | - | - | - | -   |
| 1996 | Atlanta           | Non qualificata  | - | - | - | -   |
| 2000 | Sydney            | Non qualificata  | - | - | - | -   |
| 2004 | Atene             | Non qualificata  | - | - | - | -   |
| 2008 | Pechino           | Primo turno      | 0 | 1 | 2 | 1:6 |
| 2012 | Londra            | Non qualificata  | - | - | - | -   |
| 2016 | Rio de Janeiro    | Non qualificata  | - | - | - | -   |
| 2020 | Tokyo             | Non qualificata  | - | - | - | -   |
| 2024 | Parigi            |                  | - | - | - | -   |

## Tutte le rose

### Giochi olimpici
Calcio ai Giochi Olimpici Estivi 19881 Kong G., 2 Zhu B., 3 Gao S., 4 Guo Y., 5 Jia X., 7 Xie Y., 8 Tang Y., 9 Liu H., 10 Ma L., 11 Zhu P., 12 Wang B., 14 Huo J., 15 Zhang X., 16 Li H., 17 Mai C., 18 Duan J., 19 Wang J., 20 Zhang H., CT: Gao F.
Calcio ai Giochi Olimpici Estivi 20081 Qiu S., 2 Tan W., 3 Feng X., 4 Yuan W., 5 Li W., 6 Zhou H., 7 Hao J., 8 Zheng Z., 9 Gao L., 10 Han P., 11 Chen T., 12 Cui P., 13 Shen L., 14 Wan H., 15 Jiang N., 16 Zhao X., 17 Dong F., 18 Liu Z., 20 Zhu T., CT: Yin T.
NOTA: Per le informazioni sulle rose precedenti al 1952 visionare la pagina della Nazionale maggiore.